# Gresslyosaurus ingens
Gresslyosaurus ingens es la única especie conocida del género dudoso extinto Gresslyosaurus de dinosaurio sauropodomorfo plateosáurido que vivió a finales del período Triásico, entre 214 a 204 millones de años, desde el Noriense al Rhaetiense, en lo que hoy es Europa. Gresslyosaurus fue originalmente nombrado "Dinosaurus gresslyi" por Rütimeyer en 1856 sobre la base de los restos poscraneales descubiertos en el Knollenmergel del Triásico Superior del norte de Suiza alrededor de 1840 por Amanz Gressly, pero ese nombre es inválido por haber sido descrito en un resumen.  De todos modos , Dinosaurus ya estaba en uso para un terápsido, por lo que Rütimeyer en 1857 describió formalmente el material como Gresslyosaurus ingens. Lydekker en 1888 sinonimizó a Gresslyosaurus con Zanclodon, pero von Huene en 1908 eliminó el material sauropodomorfo asignado a Zanclodon, que asignó a Theropoda y Gresslyosaurus junto con Plateosaurus los colocó en los sauropodomorfos. Varios autores,por ejemplo Steel en 1970, catalogaron a Gresslyosaurus como válido, pero Galton tanto en 1976, 1985 y 1986 lo sinonimizó con Plateosaurus basándose en comparaciones con material de Plateosaurus de Alemania. Moser en 2003, sin embargo, encontró que Gresslyosaurus era genéricamente distinto de Plateosaurus, y en su descripción de Schleitheimia, Rauhut et al. en 2020, encontraron una serie de diferencias entre este y Gresslyosaurus. Muchas otras especies fueron nombradas en el transcursso de su historia pero han sido todas reasignadas, como G. ajax, hoy Pachysauriscus ajax, Gresslyosaurus magnus hoy P. magnus, Gresslyosaurus robustus considerado Plateosaurus robustus, luego Plateosaurus engelhardti hoy Plateosaurus trossingensis, Gresslyosaurus torgeri un caso similar a G. robustus, Gresslyosaurus plieningeri , Gresslyosaurus reiningeri ambossuropodomorfos ineterminados y Gresslyosaurus giganteus, hoy Pachysauriscus giganteus